# Disasterina abnormalis
Disasterina abnormalis is een zeester uit de familie Asterinidae.
De wetenschappelijke naam van de soort werd in 1875 gepubliceerd door Edmond Perrier.